# Savage Love (Laxed – Siren Beat)
Savage Love (Laxed - Siren Beat), oorspronkelijk bekend als Savage Love, is een nummer van de Nieuw-Zeelandse muziekproducent Jawsh 685 en de Amerikaanse zanger Jason Derulo. Het nummer werd officieel uitgebracht op 11 juni 2020. 
Savage Love (Laxed - Siren Beat) piekte tot nu toe op nummer één in het Verenigd Koninkrijk, Nieuw-Zeeland, Australië, België en Ierland. 

## Achtergrond en promotie

### Laxed (Siren Beat)
Jawsh 685 had het instrumentale, getiteld "Laxed (Siren Beat)", oorspronkelijk in 2019 op YouTube geplaatst . Na zijn virale succes werd "Laxed (Siren Beat)" officieel uitgebracht op online platforms op 24 april 2020.

### Ongeautoriseerd gebruik door Derulo
Op 11 mei 2020 kondigde Derulo "Savage Love" aan, een nummer dat was gebaseerd op een sample van "Laxed (Siren Beat)". Derulo crediteerde Jawsh 685 echter niet en Derulo kreeg hier ook geen goedkeuring voor. Dit veroorzaakte klachten, waardoor de producer Jawsh 685 nu ook in de officiële titel van het nummer werd opgenomen.

## Hitnoteringen

### Nederlandse Top 40
| Hitnotering: 27-06-2020 t/m 07-11-2020 | Hitnotering: 27-06-2020 t/m 07-11-2020 | Hitnotering: 27-06-2020 t/m 07-11-2020 | Hitnotering: 27-06-2020 t/m 07-11-2020 | Hitnotering: 27-06-2020 t/m 07-11-2020 | Hitnotering: 27-06-2020 t/m 07-11-2020 | Hitnotering: 27-06-2020 t/m 07-11-2020 | Hitnotering: 27-06-2020 t/m 07-11-2020 | Hitnotering: 27-06-2020 t/m 07-11-2020 | Hitnotering: 27-06-2020 t/m 07-11-2020 | Hitnotering: 27-06-2020 t/m 07-11-2020 | Hitnotering: 27-06-2020 t/m 07-11-2020 | Hitnotering: 27-06-2020 t/m 07-11-2020 | Hitnotering: 27-06-2020 t/m 07-11-2020 | Hitnotering: 27-06-2020 t/m 07-11-2020 | Hitnotering: 27-06-2020 t/m 07-11-2020 | Hitnotering: 27-06-2020 t/m 07-11-2020 | Hitnotering: 27-06-2020 t/m 07-11-2020 | Hitnotering: 27-06-2020 t/m 07-11-2020 | Hitnotering: 27-06-2020 t/m 07-11-2020 | Hitnotering: 27-06-2020 t/m 07-11-2020 | Hitnotering: 27-06-2020 t/m 07-11-2020 |
| Week:                                  | 1                                      | 2                                      | 3                                      | 4                                      | 5                                      | 6                                      | 7                                      | 8                                      | 9                                      | 10                                     | 11                                     | 12                                     | 13                                     | 14                                     | 15                                     | 16                                     | 17                                     | 18                                     | 19                                     | 20                                     |                                        |
| -------------------------------------- | -------------------------------------- | -------------------------------------- | -------------------------------------- | -------------------------------------- | -------------------------------------- | -------------------------------------- | -------------------------------------- | -------------------------------------- | -------------------------------------- | -------------------------------------- | -------------------------------------- | -------------------------------------- | -------------------------------------- | -------------------------------------- | -------------------------------------- | -------------------------------------- | -------------------------------------- | -------------------------------------- | -------------------------------------- | -------------------------------------- | -------------------------------------- |
| Positie:                               | 26                                     | 2                                      | 2                                      | 2                                      | 2                                      | 1                                      | 1                                      | 1                                      | 1                                      | 1                                      | 2                                      | 3                                      | 4                                      | 5                                      | 11                                     | 18                                     | 24                                     | 31                                     | 34                                     | 40                                     | uit                                    |

### NederlandseSingle Top 100
| Hitnotering: (week 1 t/m 28) 20-06-2020 t/m 26-12-2020 Hitnotering: (week 29 t/m 39) 09-01-2021 t/m 20-03-2021 | Hitnotering: (week 1 t/m 28) 20-06-2020 t/m 26-12-2020 Hitnotering: (week 29 t/m 39) 09-01-2021 t/m 20-03-2021 | Hitnotering: (week 1 t/m 28) 20-06-2020 t/m 26-12-2020 Hitnotering: (week 29 t/m 39) 09-01-2021 t/m 20-03-2021 | Hitnotering: (week 1 t/m 28) 20-06-2020 t/m 26-12-2020 Hitnotering: (week 29 t/m 39) 09-01-2021 t/m 20-03-2021 | Hitnotering: (week 1 t/m 28) 20-06-2020 t/m 26-12-2020 Hitnotering: (week 29 t/m 39) 09-01-2021 t/m 20-03-2021 | Hitnotering: (week 1 t/m 28) 20-06-2020 t/m 26-12-2020 Hitnotering: (week 29 t/m 39) 09-01-2021 t/m 20-03-2021 | Hitnotering: (week 1 t/m 28) 20-06-2020 t/m 26-12-2020 Hitnotering: (week 29 t/m 39) 09-01-2021 t/m 20-03-2021 | Hitnotering: (week 1 t/m 28) 20-06-2020 t/m 26-12-2020 Hitnotering: (week 29 t/m 39) 09-01-2021 t/m 20-03-2021 | Hitnotering: (week 1 t/m 28) 20-06-2020 t/m 26-12-2020 Hitnotering: (week 29 t/m 39) 09-01-2021 t/m 20-03-2021 | Hitnotering: (week 1 t/m 28) 20-06-2020 t/m 26-12-2020 Hitnotering: (week 29 t/m 39) 09-01-2021 t/m 20-03-2021 | Hitnotering: (week 1 t/m 28) 20-06-2020 t/m 26-12-2020 Hitnotering: (week 29 t/m 39) 09-01-2021 t/m 20-03-2021 | Hitnotering: (week 1 t/m 28) 20-06-2020 t/m 26-12-2020 Hitnotering: (week 29 t/m 39) 09-01-2021 t/m 20-03-2021 | Hitnotering: (week 1 t/m 28) 20-06-2020 t/m 26-12-2020 Hitnotering: (week 29 t/m 39) 09-01-2021 t/m 20-03-2021 | Hitnotering: (week 1 t/m 28) 20-06-2020 t/m 26-12-2020 Hitnotering: (week 29 t/m 39) 09-01-2021 t/m 20-03-2021 | Hitnotering: (week 1 t/m 28) 20-06-2020 t/m 26-12-2020 Hitnotering: (week 29 t/m 39) 09-01-2021 t/m 20-03-2021 | Hitnotering: (week 1 t/m 28) 20-06-2020 t/m 26-12-2020 Hitnotering: (week 29 t/m 39) 09-01-2021 t/m 20-03-2021 | Hitnotering: (week 1 t/m 28) 20-06-2020 t/m 26-12-2020 Hitnotering: (week 29 t/m 39) 09-01-2021 t/m 20-03-2021 | Hitnotering: (week 1 t/m 28) 20-06-2020 t/m 26-12-2020 Hitnotering: (week 29 t/m 39) 09-01-2021 t/m 20-03-2021 | Hitnotering: (week 1 t/m 28) 20-06-2020 t/m 26-12-2020 Hitnotering: (week 29 t/m 39) 09-01-2021 t/m 20-03-2021 | Hitnotering: (week 1 t/m 28) 20-06-2020 t/m 26-12-2020 Hitnotering: (week 29 t/m 39) 09-01-2021 t/m 20-03-2021 | Hitnotering: (week 1 t/m 28) 20-06-2020 t/m 26-12-2020 Hitnotering: (week 29 t/m 39) 09-01-2021 t/m 20-03-2021 | Hitnotering: (week 1 t/m 28) 20-06-2020 t/m 26-12-2020 Hitnotering: (week 29 t/m 39) 09-01-2021 t/m 20-03-2021 |
| Week: | 1 | 2 | 3 | 4 | 5 | 6 | 7 | 8 | 9 | 10 | 11 | 12 | 13 | 14 | 15 | 16 | 17 | 18 | 19 | 20 | 21 |
| --- | --- | --- | --- | --- | --- | --- | --- | --- | --- | --- | --- | --- | --- | --- | --- | --- | --- | --- | --- | --- | --- |
| Positie: | 67 | 12 | 2 | 3 | 4 | 3 | 2 | 2 | 1 | 1 | 3 | 7 | 8 | 6 | 9 | 10 | 9 | 19 | 21 | 27 | 34 |
| Week: | 22 | 23 | 24 | 25 | 26 | 27 | 28 | | 29 | 30 | 31 | 32 | 33 | 34 | 35 | 36 | 37 | 38 | 39 | | |
| Positie: | 35 | 52 | 60 | 67 | 77 | 78 | 82 | uit | 55 | 66 | 70 | 68 | 77 | 83 | 88 | 67 | 78 | 85 | 95 | uit | |

### VlaamseUltratop 50
| Hitnotering: (week 1 t/m 24) 20-06-2020 t/m 28-11-2020 Hitnotering: (week 25 t/m 29) 12-12-2020 t/m 09-01-2021 | Hitnotering: (week 1 t/m 24) 20-06-2020 t/m 28-11-2020 Hitnotering: (week 25 t/m 29) 12-12-2020 t/m 09-01-2021 | Hitnotering: (week 1 t/m 24) 20-06-2020 t/m 28-11-2020 Hitnotering: (week 25 t/m 29) 12-12-2020 t/m 09-01-2021 | Hitnotering: (week 1 t/m 24) 20-06-2020 t/m 28-11-2020 Hitnotering: (week 25 t/m 29) 12-12-2020 t/m 09-01-2021 | Hitnotering: (week 1 t/m 24) 20-06-2020 t/m 28-11-2020 Hitnotering: (week 25 t/m 29) 12-12-2020 t/m 09-01-2021 | Hitnotering: (week 1 t/m 24) 20-06-2020 t/m 28-11-2020 Hitnotering: (week 25 t/m 29) 12-12-2020 t/m 09-01-2021 | Hitnotering: (week 1 t/m 24) 20-06-2020 t/m 28-11-2020 Hitnotering: (week 25 t/m 29) 12-12-2020 t/m 09-01-2021 | Hitnotering: (week 1 t/m 24) 20-06-2020 t/m 28-11-2020 Hitnotering: (week 25 t/m 29) 12-12-2020 t/m 09-01-2021 | Hitnotering: (week 1 t/m 24) 20-06-2020 t/m 28-11-2020 Hitnotering: (week 25 t/m 29) 12-12-2020 t/m 09-01-2021 | Hitnotering: (week 1 t/m 24) 20-06-2020 t/m 28-11-2020 Hitnotering: (week 25 t/m 29) 12-12-2020 t/m 09-01-2021 | Hitnotering: (week 1 t/m 24) 20-06-2020 t/m 28-11-2020 Hitnotering: (week 25 t/m 29) 12-12-2020 t/m 09-01-2021 | Hitnotering: (week 1 t/m 24) 20-06-2020 t/m 28-11-2020 Hitnotering: (week 25 t/m 29) 12-12-2020 t/m 09-01-2021 | Hitnotering: (week 1 t/m 24) 20-06-2020 t/m 28-11-2020 Hitnotering: (week 25 t/m 29) 12-12-2020 t/m 09-01-2021 | Hitnotering: (week 1 t/m 24) 20-06-2020 t/m 28-11-2020 Hitnotering: (week 25 t/m 29) 12-12-2020 t/m 09-01-2021 | Hitnotering: (week 1 t/m 24) 20-06-2020 t/m 28-11-2020 Hitnotering: (week 25 t/m 29) 12-12-2020 t/m 09-01-2021 | Hitnotering: (week 1 t/m 24) 20-06-2020 t/m 28-11-2020 Hitnotering: (week 25 t/m 29) 12-12-2020 t/m 09-01-2021 | Hitnotering: (week 1 t/m 24) 20-06-2020 t/m 28-11-2020 Hitnotering: (week 25 t/m 29) 12-12-2020 t/m 09-01-2021 |
| Week: | 1 | 2 | 3 | 4 | 5 | 6 | 7 | 8 | 9 | 10 | 11 | 12 | 13 | 14 | 15 | 16 |
| --- | --- | --- | --- | --- | --- | --- | --- | --- | --- | --- | --- | --- | --- | --- | --- | --- |
| Positie: | 27 | 6 | 5 | 2 | 2 | 1 | 1 | 1 | 1 | 2 | 2 | 2 | 3 | 6 | 6 | 9 |
| Week: | 17 | 18 | 19 | 20 | 21 | 22 | 23 | 24 | | 25 | 26 | 27 | 28 | 29 | | |
| Positie: | 9 | 12 | 13 | 24 | 28 | 29 | 36 | 43 | uit | 47 | 49 | 47 | 46 | 45 | uit | |